# Britt-Marie Andersson
Britt-Marie Andersson (Södertälje, 10 luglio 1955) è un'ex cestista svedese.

## Carriera
Con la Svezia ha disputato i Campionati europei del 1983.